# Gum 17
Gum 17 (également connue sous le nom de RCW 33) est une vaste nébuleuse en émission visible dans la constellation des Voiles.
Elle est située dans la partie nord-ouest de la constellation, à environ un quart de la distance angulaire entre les étoiles Suhail (λ Velorum) et Naos (ζ Puppis). Elle apparaît comme une grande tache irrégulière et faible, facilement détectable et photographiable à l'aide de filtres à travers un télescope de moyenne puissance. Sa déclinaison fortement méridionale signifie que depuis les régions septentrionales son observation est particulièrement difficile depuis la zone tempérée inférieure, tandis qu'au nord de 48 °N elle est toujours invisible. Depuis l'hémisphère sud, on peut cependant l'observer presque toutes les nuits de l'année. La meilleure période pour l'observer dans le ciel du soir est de décembre à mai.
Sa position galactique fait l'objet de controverses : selon certaines études, elle serait en effet associée à la géante bleue HD 75759, située à environ 1 000 pc (∼3 260 al). Si cela était vrai, cette nébuleuse serait physiquement liée au nuage moléculaire des Voiles, un grand complexe de nuages moléculaires, et en particulier au nuage moléculaire appelé VMR D. Il existerait également d'autres étoiles responsables de l'ionisation de ses gaz, comme HD 75724. La région de formation d'étoiles à laquelle elle est associée est indiquée comme Avedisova 2169 dans le catalogue homonyme publié en 2002. Selon d'autres études, ce nuage serait cependant associé au jeune amas ouvert Tr 10, situé sur le bord sud-ouest de la nébuleuse, dont la distance est cependant d'environ 420 pc (∼1 370 al). Si tel était le cas, Gum 17 ne ferait pas partie du nuage moléculaire des Voiles, mais serait située à environ 500 pc (∼1 630 al) de celui-ci dans la direction du soleil, à une distance comparable à celle de la nébuleuse de Gum et de l'association Vela OB2 (Cr 173),.
Au sein de la nébuleuse, on connaît plusieurs sources IRAS dont les caractéristiques spectrales sont comparables à celles de jeunes objets stellaires de classe I, probablement des étoiles T Tauri. Cette association de jeunes étoiles a été nommée Vela T2. La présence de ces étoiles est la preuve que des phénomènes de formation d’étoiles étaient actifs dans le nuage dans un passé astronomique récent.